# Jimmie W. Monteith
Pour les articles homonymes, voir Monteith.
Jimmie Watters Monteith Jr. est un militaire américain né le 1er juillet 1917 à Low Moor et mort au combat le 6 juin 1944 près de Colleville-sur-Mer.
First lieutenant de l'armée américaine pendant la Seconde Guerre mondiale, il participe au Débarquement de Normandie où il trouve la mort. Il obtient de manière posthume la Medal of Honor pour bravoure. Il est l'un des trois récipiendaires de cette médaille enterrés au cimetière américain de Colleville-sur-Mer.